# Дальман, Анника
Анника Дальман (швед. Annika Dahlman; род. 24 января 1964 года, Шёвде) — шведская лыжница, призёрка чемпионата мира и этапа Кубка мира.
В Кубке мира Дальман дебютировала в 1984 году, в январе 1987 года единственный раз в карьере попала в тройку лучших в индивидуальной гонке на этапе Кубка мира. Кроме этого в индивидуальных гонках имеет на своём счету 9 попаданий в тридцатку лучших на этапах Кубка мира. Лучшим достижением Дальман в общем итоговом зачёте Кубка мира являются 15-е место в сезоне 1986/87.
На Олимпиаде-1988 в Калгари заняла 28-е место в гонке на 10 км классическим стилем.
На чемпионате мира 1987 года в Оберстдорфе завоевала бронзовую медаль в эстафете.